# CP-532,903
CP-532,903 là một chất chủ vận thụ thể adenosine A3 chọn lọc. Nó có tác dụng chống viêm và đã được chứng minh là làm giảm sự sản sinh superoxit trong các mô bị tổn thương, và bảo vệ chống lại tổn thương mô sau thiếu máu cơ tim, qua trung gian thông qua tương tác với các kênh kali nhạy cảm ATP.